# Tigermilk
Tigermilk è l'album discografico di debutto del gruppo musicale scozzese Belle & Sebastian, pubblicato nel 1996 in edizione limitata (1000 copie) dalla Electric Honey.
L'album è stato ristampato nel 1999 e pubblicato dalla Jeepster Records.

## Tracce
Tutte le tracce sono state scritte da Stuart Murdoch
1. The State I Am in - 4:57
2. Expectations - 3:34
3. She's Losing It - 2:22
4. You're Just a Baby - 3:41
5. Electronic Renaissance - 4:50
6. I Could Be Dreaming - 5:56
7. We Rule the School - 3:27
8. My Wandering Days Are Over - 5:25
9. I Don't Love Anyone - 3:56
10. Mary Jo - 3:29

## Formazione
- Stuart Murdoch - voce, chitarra
- Stuart David - basso
- Isobel Campbell - violoncello
- Chris Geddes - tastiera, piano
- Richard Colburn - batteria
- Stevie Jackson - chitarra
- Mick Cooke - tromba
- Joe Togher - violino